# Pont Enrique-Estevan
Le pont Enrique-Estevan (appelé aussi Pont Nouveau) est un des ponts franchissant la rivière Tormes à Salamanque. Il a été construit à partir de 1902 et, après de nombreuses interruptions, a été inauguré le 22 octobre 1913. Il remplace pour le trafic routier le pont romain (ou pont vieux). Il porte le nom du conseiller municipal qui a impulsé le projet d'un nouveau pont pour Salamanque, pour éviter d'avoir à modifier l'ancien pont romain devenu inadapté.
Il s'agit d'un pont métallique centenaire, comportant six arcs de 43 mètres. Chacune est soutenue par de gros piliers en granit.
Le 14 janvier 2016 le pont a été déclaré Bien d'Intérêt Culturel par la Junte de Castille-et-Léon.

## Source de traduction
- (es) Cet article est partiellement ou en totalité issu de l’article de Wikipédia en espagnol intitulé « Puente de Enrique Estevan » (voir la liste des auteurs).